# 比耶克山
71°58′S 9°43′E / 71.967°S 9.717°E
比耶克山（英語：Mount Bjerke）是南極洲的山峰，位於東部南極洲的毛德皇后地，屬於奧爾萬山脈的一部分，是康拉德山脈的最南端，海拔高度2,840米，由德國探險隊發現。